# Emil Arheilger
Emil Arheilger (* 10. März 1915; † unbekannt) war ein deutscher Fußballspieler.

## Sportlicher Werdegang
Arheilger spielte ab 1937 für Eintracht Frankfurt in der Gauliga Südwest. In seiner Debütsaison führte er die Mannschaft mit zehn Toren in elf Spielen zur Meisterschaft in der Gauliga, in der anschließenden Endrunde um die deutsche Meisterschaft war er in den sechs Gruppenspielen noch dreimal als Torschütze erfolgreich. Punktgleich mit dem Hamburger SV verpasste die Mannschaft wegen des schlechteren Torquotienten – die SGE hatte bei 24 geschossenen Toren 13 Gegentore kassiert, der HSV musste bei 21 Treffern nur 5 Gegentore hinnehmen – den Einzug ins Halbfinale. Im folgenden Jahr bestritt Arheilger zwar alle 18 Spiele in der Gauliga-Saison, als Tabellendritter verpasste die Mannschaft jedoch den erneuten Einzug in die Meisterschaftsendrunde. In den folgenden Spielzeiten bestritt er wohl kriegsbedingt immer weniger Spiele. Ab 1942 war er als Gastspieler für Eintracht Braunschweig und später für die SpVgg 1910 Langenselbold tätig.
Nach dem Zweiten Weltkrieg kehrte Ahrheiliger zur Frankfurter Eintracht zurück, im Winter 1945 lief er wieder für die Mannschaft in der Oberliga Süd auf. In der Spielzeit 1945/46 erzielte er dabei 15 Tore in 17 Spielen. Zwar hatte die SGE mit 71 Treffern den viertbesten Angriff der Liga, mit 75 Gegentreffern reichte es aber nur zum elften Tabellenrang. Anschließend beendete er seine höherklassige Laufbahn.
Über den weiteren Lebensweg Arheilgers ist nichts bekannt.